# РГРТУ-фильм
Народная киностудия «РГРТУ-Фильм имени Г. В. Рязанцева» — молодёжная мультимедийная мастерская, работающая на базе Рязанского государственного радиотехнического университета. В 1979 году получила почётное звание «народной». 
Эмблемой киностудии является объектив камеры, выполненный в форме глаза.

## История
Датой основания «РРТИ-фильм», как называлась киностудия в советские времена, считается 1956 год. Идея создания киностудии принадлежит Геннадию Васильевичу Рязанцеву, неоднократному лауреату и обладателю золотых и серебряных медалей ВДНХ СССР в том числе за создание учебного телевидения, которое транслировало лекции на несколько аудиторий. Ему удавалось сделать сложное понятным каждому студенту. Позднее Геннадий Васильевич положил начало развитию Рязанского телевидения, воспитав в отделе ТСО первое поколение видеоинженеров. Он же стал первым руководителем киностудии. Основное внимание тогда уделялось съёмкам студенческой жизни, но встречались и актуальные сюжеты, например, о борьбе с самогоноварением или рейде общественников-дружинников, попавшие в кинохронику межвузовского журнала «Политехник», издававшегося в советские годы на всей территории страны. В 1959 году был снят первый игровой фильм «ЧП» о взаимоотношениях студентов и преподавателей. В 1979 году «РРТИ-Фильм» за высокий профессиональный уровень и творческие достижения был удостоен звания «Народной киностудии». В 1993 году его переименовали в «РГРТА-Фильм», а в 2006 — в «РГРТУ-Фильм», в связи со сменой статуса ВУЗа сначала на академию, а затем на университет. В 2012 году решением общего собрания киностудия была переименована в честь основателя и первого руководителя, сегодня её полное название звучит так "Народная киностудия "РГРТУ-фильм имени Г. В. Рязанцева".

## Направления
Осенью каждого года киностудия объявляет набор. Новичкам читают лекции и объясняют тонкости предстоящей работы. Подготовка идет по 4 направлениям: видео, фото, 2D и 3D анимации. Но поиск новых способов самовыражения происходит постоянно, так когда-то существовал кружок кулинарографии и даже шахмат, ещё не сформировалось в отдельное направление создание компьютерных игр, а с октября 2011 года начало работу молодёжное телевидение. 
ШКиВЖ (школа кинематографии и видеожурналистики) — старейшее на киностудии. Архив хранит десятки часов уникальной хроники об истории университета и его насыщенной событиями жизни, истории Рязани и даже страны. Особое место в деятельности киностудии занимает игровое кино: короткометражное видео, социальные ролики и клипы. Ребята получают возможность проявить себя не только в операторском деле, но и освоить профессии журналиста, сценариста, актёра, костюмера, гримера… В 2008 году выпускниками и киностудийцами совместно с отделом ТСО РГРТУ был подготовлен 40-минутный фильм «50 лет РГРТУ» и фильм о 50-летии военной кафедры.
На Лейке (школа художественной и репортажной фотографии) осваивают как студийную съёмку, постановочную, так и репортажную, создавая фотофильмы и фотоистории; проходят мастер-классы от известных фотографов Рязани - друзей киностудии. Ребята активно участвует в конкурсах, фестивалях и фотоохотах, что обязывает искать новые формы и самосовершенствоваться. 
На 2D анимации рисуют комиксы и мультфильмы, афиши и логотипы, разрабатывают дизайн.
3D анимация — Здесь учатся создавать спецэффекты и яркие заставки, трехмерные модели и мультфильмы.
АртТушь (творческая мастерская) - самое молодое направление киностудии, но и самое амбициозное. Здесь занимаются люди, желающие научиться творить своими руками: рисовать, лепить, мастерить.

## Киностудийный звездный отряд
В 2012 году было принято решение создать на базе киностудии собственный звездный отряд. Первый поход прошёл с 31 января по 7 февраля 2013 года. Командир похода Владимир Иванов.

## Всероссийский фестиваль "Волшебный мир"
«Волшебный мир» — это всероссийский фестиваль мультимедийного творчества, идея которого родилась у киностудийцев в 2009 году. Финал проходит в Рязани при поддержке Рязанского государственного радиотехнического университета и администрации г. Рязани.
Галина Ершова, исполнительный директор фестиваля, так определяет цели и задачи:
Многие умеют рисовать, снимать, фотографировать. Многие делают это талантливо. Мы хотим не только помочь им проявить себя, но и познакомить друг с другом, чтобы они совершенствовались, обменивались опытом и радовали нас оригинальными и запоминающимися проектами. Мы хотим превратить наш обыденный полосатый мир в настоящую радугу, полную сочных цветов и бесчисленного количества оттенков. Мы настраиваем участников на полет фантазии, где самая дерзкая мечта может осуществиться. На свободу, единственным ограничением которой является твоя смелость.

Номинации
- Комикс
- Анимация (взрослая и детская)
- Видео (игровое кино, авторская программа)
- Социальная реклама
- Серия фотоохот

## Молодёжное интернет-телевидение "Young vision"
Проект освещает культурные и спортивные события города. Первый эфир вышел 1 сентября 2011 года на экранах Рязанского государственного радиотехнического университета.

## Достижения
Киностудия побеждала на таких известных всероссийских конкурсах как «Кинометр», «Мой мир», "Chaos Constructions", "Новый взгляд" и многих других...
- 1 место на всероссийском конкурсе Chaos Constructions в номинации "Анимация" (2011)
- 1 место на всероссийском конкурсе социальной рекламы «Новый взгляд» (2011)
- четыре призовых места на региональном конкурсе «Читающий город» в номинациях «фотоплакат» и «видеоролик» (2011)
- шесть призовых мест на региональном этапе конкурса «Студенческая весна» в номинациях «лучшая фотовыставка» (1-е и 2-е места), «лучшая видеоработа» (1-е место), «ролик социальной рекламы» (3-е место) (2011)
- 2 место в конкурсе социальной рекламы «Шаг навстречу» (2011)
- 1 место по итогам зрительского голосования в международном творческом конкурсе «Самостоятельность глазами фотографа» (2010)
- 3 место на всероссийском фестивале социальной рекламы «Кинометр» (2010)
- 1 и 2 места среди рекламных плакатов на фотоконкурсе «Мы читаем» (2010)
- 1 и 2 места на рязанском фотоконкурсе «6 граней» (2010)
- диплом лауреата конкурса «С новым годом, Рязань!» (2010)
- три 1-х места и два 2-х места на всероссийском компьютерном фестивале «Chaos Constructions’09» в номинациях анимационный ролик (1 место), Real-time foto — 1 и 2 место, кибергородки — 1 место, Real-time Graphics — 2 место (2009)
- диплом финалиста I Всероссийского конкурса независимых студенческих видеопроектов «Золотая Лента» (2009)
- 1 место среди профессионалов в номинации «Видеоролик» на всероссийском Открытом конкурсе социальной рекламы «Мой мир» (2007)
- 1 место в номинации «Синима» на VIII областном фестивале «Студенческая весна» (2006)
- победа во II областном конкурсе социальной рекламы «Будущее в твоих руках» — лучший видеоролик по итогам конкурса (2006 год)
- победа в I областном конкурсе социальной рекламы «Будущее в твоих руках», лучший видеоролик по итогам конкурса «Достопримечательности Рязани» про рекламу на уличных столбах, которая три года транслировалась на рязанских телеканалах (2005 год)
- диплом лауреата IV молодёжных Дельфийских игр России «Мы помним…» в номинации «Телевидение» (2005 год)

## Руководители студии
- 1956 - 1980 — Рязанцев Геннадий Васильевич
- 1980 - 1987 — Андронова Наталья Александровна
- 1987 - 1992 — Денисов Владимир
- 1992 - 1995 — Кузнецов Андрей Вячеславович
- 1995 - 1997 — Геннадий Синицын
- 1997 - 2000 — Дмитрий Алёхин
- 2000 - 2004 — Сергей Бощенко
- 2004 - 2009 — Виталий Карасёв
- 2009 - 2011 —  Владимир Денисов
- 2011 - 2015 — Алексей Пятшев
- 2015 - 2021 — Владимир Иванов
- 2021 - наст. вр. — Елена Елисеева

## Старосты киностудии
- до 1975 — Дина Рожнова
- 1976—1979 — Михаил Панов
- 1979—1980 — Лариса Пивоварова
- 1980—1982 — Владимир Денисов
- 1982—1984 — Елена (Алексеева) Колбнева
- 1984—1985 — Лариса (Нуждина) Химченко
- 1985—1987 — Олег Мосиенко
- 1987—1988 — Борис Липкань
- 1988— Нелли Мартышева
- 1988—1991 — Александр Коноплёв
- 1991—1995 — Геннадий Синицын
- 2003—2004 — Виталий Карасёв
- 2009—2011 — Нина Абрамова,

Сведения о руководителях и старостах киностудии приводятся по выверенному списку-приложению из книги Олега Мосиенко "Киностудия РРТИ-фильм в 1983-1988 гг."